# Victor Ferreyra
Victor Ferreyra (n. 24 februarie 1964, Río Tercero⁠(d), Provincia Córdoba, Argentina) este un fost fotbalist argentinian.
În 1991, Ferreyra a jucat 2 meciuri pentru echipa națională a Argentinei.

## Statistici
| Argentina | Argentina | Argentina |
| An        | Meciuri   | Goluri    |
| --------- | --------- | --------- |
| 1991      | 2         | 1         |
| Total     | 2         | 1         |